# Неймат Панахов
Неймат Панахов (Панахли) (азерб. Nemət Pənahlı, нар. 1962) — азербайджанський політичний діяч, вождь Чорного січня, активіст Народного Фронту Азербайджану .

## Біографія
Неймат Панахов народився в 1962 році в Нахічеванській АРСР. Працював слюсарем на заводі ім. Саттархана в Баку. У листопаді 1988 року Панахов очолив комітет безперервного мітингу на площі ім. Леніна, після розгону якого на початку грудня був заарештований і ув'язнений на кілька місяців.
У 1989 році 31 грудня організував маси простих громадян Нахічевані на прорив радянсько-іранського кордону. У той же день 31 грудня був оголошений Днем Солідарності Азербайджанців Світу.
У січні 1990 р., серед лідерів Народного фронту, займав найрадикальнішу позицію, закликав до виселення вірменів «заради їхньої власної безпеки». Після трагічних подій у січні 1990 року, емігрував в Іран, потім через деякий час — в 1993 році — став радником президента Азербайджану.
У 1995 році подав у відставку із займаної посади.
У 2010 році повернувся у велику політику і створив Партію Національної Державності Азербайджану.
На початку 2011 року заарештований і засуджений на шість років в'язниці за звинуваченням «хуліганство».
Панахов був помилуваний 17 березня 2016 року указом про амністію, підписаним президентом Ільхамом Алієвим.